# Michel Bouvier (biochimiste)
Pour les articles homonymes, voir Bouvier et Michel Bouvier.
Michel Bouvier est un biochimiste et pharmacologue moléculaire canadien. Professeur de biochimie et médecine moléculaire à l’Université de Montréal, il est chercheur principal et directeur général de l’Institut de recherche en immunologie et cancérologie et Vice-recteur associé à la recherche, à la découverte, à la création et à l’innovation de l’Université de Montréal. Ses travaux de recherche portent sur l’étude de la signalisation cellulaire avec pour objectif la découverte de nouveaux médicaments.

## Biographie
Michel Bouvier détient un B.Sc. en biochimie (1979) et un Ph.D. en sciences neurologiques (1985) de l'Université de Montréal et a complété un stage post-doctoral (de 1985 à 1989) à l'Université Duke sous la direction du Dr Robert J. Lefkowitz (prix Nobel de chimie 2012). Il est professeur au département de biochimie et de médecine moléculaire de la Faculté de médecine de l’Université de Montréal et chercheur principal de l’Institut de recherche en immunologie et cancérologie (IRIC) de l'Université de Montréal.

## Recherches
Il est un expert de renommée mondiale,, en signalisation cellulaire et en découverte de médicaments, notamment dans le domaine des récepteurs couplés aux protéines G (RCPG). Ces derniers forment la plus grande famille de protéines impliquées dans la transduction des signaux hormonaux et des neurotransmetteurs. Leur grande importance physiologique en font une cible privilégiée pour le développement de médicaments et plus du tiers des médicaments existant ont un RCPG comme site d’action. Ses travaux sur la régulation des récepteurs ont mené à de nouveaux paradigmes (agonisme inverse, chaperons pharmacologiques, oligomérisation des récepteurs et la pluri-dimensionnalité de signalisation) qui, couplé au développement de méthodes de transfert d’énergie de résonance de bioluminescence (BRET), ont des impacts directs sur la découverte de médicaments,.
Il est l’auteur de plus de 260 articles scientifiques,, a déposé 36 demandes de brevets et a prononcé plus de 400 conférences invitées.
Il est titulaire de la chaire de recherche du Canada en signalisation cellulaire et pharmacologie moléculaire.

## Prix et distinctions
- 2023 - Doctorat honoris causa décernée par l’Université de Montpellier.
- 2022 - Nomination à titre de Chevalier de l’Ordre national du Québec.
- 2021 - Prix Killam en sciences de la santé[12]
- 2017 - Prix Wilder-Penfield[13], prix du Québec récompensant les recherches dans le domaine biomédical.
- 2017 - Prix Julius Axelrod de pharmacologie de l'American Society for Pharmacology and Experimental Therapeutics[14]
- 2014 - Membre de la Société royale du Canada[15]
- 2011 - Prix Acfas Adrien-Pouliot[16]
- 2006 - Prix Acfas Léo-Pariseau[17]
- 2005 - Membre de l'Académie canadienne des sciences de la santé[18]